# 怒潮
《怒潮》（英語：Wolf Hiding，前名：《新秩序》）是一部2023年中國和香港合拍的動作犯罪電影。由馬浴柯執導（第一部導演作）；申宰明擔任動作指導；張家輝、阮經天、王大陸領銜主演，秦沛、馬浴柯及陳國坤領銜主演。

## 角色
| 演員   | 角色                        | 介紹 |
| 張家輝 | 陳安 （國語配音：李龍濱）   | 冷血殺手，本性不壞 和麥朗汶及馬文康暗中解決器官販賣集團 陳樂之兄 最後被警方拘捕                                                    |
| 阮經天 | 麥朗汶                      | 警察，表面為黑警，實和陳安及馬文康暗中對付洪泰 最後被警方拘捕                                                                      |
| 王大陸 | 馬文康                      | 洪泰集團保鏢 陳樂之男友 表面為忠心於洪泰，實和陳安及麥朗汶暗中對付洪泰 最後被喬治殺害                                              |
| 秦沛   | 洪泰 （國語配音：蘇陽林）   | 本片終極大反派 洪泰集團主席，器官販賣集團幕後主使 烏戈之叔叔，後反目 陳安、麥朗汶及馬文康之天敵 最後把販賣的女人殺害時，被警方槍殺 |
| 馬浴柯 | 烏戈                        | 本片反派 洪泰姪子，並出賣其 後被喬治和眾兄弟亂刀斬死                                                                               |
| 陳國坤 | 喬治                        | 本片反派 洪泰親信，表面禮貌彬彬，實性格兇猛 最後殺害馬文康時被其刺死，同歸於盡                                                     |
| 連凱   | 旺若樸                      | 洪泰親信，同烏戈不和 被陳安綁架後被其利用奧恩殺害                                                                                  |
| 吳啟華 | 歐瓦隆 （國語配音：夏雪峰） | 洪泰集團接班人 因陳安為了對付洪泰而被其殺害                                                                                        |
| 李相炫 | 班吉                        | 麥朗汶下屬，警察 |
| 陳曉依 | 陳樂                        | 陳安妹妹 馬文康之女友 被洪泰集團賣掉心臟而死                                                                                       |
| 何昕霖 | 洪莎莉                      | 洪泰女兒，自己心臟是從陳樂得來，卻不知情                                                                                           |
| 樓學賢 | 奧恩                        | 本片反派 警察局長，暗中協助洪泰集團 被陳安利用和旺若樸互相殺害對方                                                                 |
| 姜皓文 | 漢都亞                      | 麥朗汶上司 調查洪泰集團期間意外而死，實被洪泰集團滅口                                                                              |

## 制作
2021年9月在中國大陸内地开拍。同年10月28日杀青。

## 发行
2022年3月16日，该片发布首支预告，并预告将于同年7月8日上映，当时的片名为《新秩序》，但最終延期並在2023年12月16日上映，更改名為《怒潮》。
該片被台灣電檢列為18+限制級。